# Provincia de Reggio Emilia
Reggio Emilia (en italiano: provincia di Reggio Emilia) es una provincia de la región de la Emilia-Romaña, en Italia. Su capital y ciudad más poblada es Reggio Emilia. El río Po discurre a lo largo de unos 20 km al norte de esta provincia,  donde marca su límite con la de Mantua.
Tiene un área de 2293 km², y una población total de 454.798 hab. (2001). Hay 42 comuni (municipios) en la provincia.

## Subdivisiones
Comprende los siguientes 42 municipios:
- Albinea
- Bagnolo in Piano
- Baiso
- Bibbiano
- Boretto
- Brescello
- Cadelbosco di Sopra
- Campagnola Emilia
- Campegine
- Canossa
- Carpineti
- Casalgrande
- Casina
- Castellarano
- Castelnovo di Sotto
- Castelnovo ne' Monti
- Cavriago
- Correggio
- Fabbrico
- Gattatico
- Gualtieri
- Guastalla
- Luzzara
- Montecchio Emilia
- Novellara
- Poviglio
- Quattro Castella
- Reggio Emilia
- Reggiolo
- Rio Saliceto
- Rolo
- Rubiera
- San Martino in Rio
- San Polo d'Enza
- Sant'Ilario d'Enza
- Scandiano
- Toano
- Ventasso
- Vetto
- Vezzano azul  Crostolo
- Viano
- Villa Minozzo

Mar tejer u